# Галасеева, Маргарита Ивановна
Маргарита Ивановна Галасеева (26 мая 1934, Глазов, СССР —  9 июля 2022, Ижевск, Россия) — удмуртская актриса и певица (меццо-сопрано). Заслуженная артистка Удмуртской АССР (1971), Народная артистка Удмуртской Республики (2002).

## Биография
Маргарита Галасеева родилась в городе Глазове Удмуртской АССР в семье служащих и была старшей из шести детей. Училась в городской школе № 2, где пела в концертах художественной самодеятельности. Посетивший школу композитор и педагог Ижевского музыкального училища Николай Максимович Греховодов, прослушав девушку, рекомендовал ей поступать в Московскую консерваторию.
Окончившая в 1959 году консерваторию с квалификацией концертной певицы Галасеева была направлена в Ижевск в Удмуртский музыкально-драматический театр (ныне Государственный театр оперы и балета Удмуртской Республики), на сцене которого более чем за 40 лет исполнила около 100 музыкальных партий в музыкальных постановках.
В репертуаре Маргариты Галасеевой арии из опер и оперетт, куплеты из водевилей, романсы, эстрадные и народные песни, исполненные на русском, удмуртском и итальянском языках. Среди прочих — ария Оки, подруги Наталь в премьере поставленной в 1961 году первой национальной удмуртской оперы «Наталь» (в обоих вариантах спектакля — на удмуртском и русском языках).
Помимо работы в театре, Маргарита Ивановна занималась ещё и преподавательской деятельностью: вела занятия по вокалу на факультете общественных профессий Удмуртского пединститута (ныне Удмуртский государственный университет) и в Удмуртском республиканском культпросветучилище (ныне Удмуртский республиканский колледж культуры). Среди её учеников — народные артисты Удмуртии Геннадий Кузнецов и Иван Русских.
Скончалась 9 июля 2022 года.

## Избранные спектакли и роли
| Спектакль             | Роль      |
| --------------------- | --------- |
| Свадьба в Малиновке   | Софья     |
| Проделки Ханумы       | Ханума    |
| Сорочинская ярмарка   | Хивря     |
| Василий Тёркин        | Смерть    |
| Поцелуй Чаниты        | Анжела    |
| Севастопольский вальс | тётя Дина |
| Бабий бунт            | Марфа     |
| Цирк зажигает огни    | Лолита    |

| Спектакль           | Роль            |
| ------------------- | --------------- |
| Не прячь улыбку     | Биби-Ханум      |
| Моя прекрасная леди | миссис Пирс     |
| Цыганский барон     | Чипра           |
| Там, вдали за рекой | Дора Соловейчик |
| Принцесса цирка     | мадам Флоренс   |
| Наталь              | Оки             |
| Чипчирган           | Апика           |
| Россиянка           | цыганка         |

| Спектакль      | Роль       |
| -------------- | ---------- |
| Сельская честь | мама Лючия |
| Евгений Онегин | няня       |
| Иоланта        | Марта      |
| Пиковая дама   | графиня    |
| Особое задание | Власьевна  |
| Матильда       | Любушка    |
| Марица         | Цецилия    |
| Мистер Икс     | Флоранс    |

## Семья
Дочь Маргариты Ивановны Александра Саульская-Шулятьева пошла по стопам мамы — в настоящее время является солисткой Московского театра «Новая Опера» имени Е. В. Колобова, а также приглашённой солисткой Большого театра России.